# أليسون مور
أليسون مور (بالإنجليزية: Alison Moore) (1971، مانشستر في المملكة المتحدة)؛ كاتِبة وروائية بريطانية. ولدت في مانشستر وتعيش في ليسيسترشاير. وهي محاضرة فخرية في كلية اللغة الإنجليزية في جامعة نوتنغهام. رشحت رواية مور الأولى لعام 2012، "المنارة"، إلى القائمة المختصرة لجائزة مان بوكر لعام 2012.